# Beddomeia franklandensis
Beddomeia franklandensis é uma espécie de gastrópode  da família Hydrobiidae.
É endémica da Austrália.